# Мармозетка на Емилия
Мармозетката на Емилия (Mico emiliae) е вид бозайник от семейство Остроноктести маймуни (Callitrichidae).

## Разпространение
Видът е разпространен в Бразилия (Мато Гросо и Пара).